# O Estado (Santa Catarina)
O Estado foi um jornal de Santa Catarina, com sede na capital Florianópolis. O periódico foi lançado em 1915 e detinha o título de mais antigo em circulação em Santa Catarina até 2008, quando encerrou as atividades. Atualmente, o jornal que ocupa esse posto é o A Notícia, de Joinville. 
A marca foi fundada em 13 de maio de 1915, em Florianópolis, pelos jornalistas Henrique Rupp Júnior e Ulisses Costa. De 1943 a 1985, o jornal foi dirigido por Aderbal Ramos da Silva, ex-governador pelo PSD.
Conforme Weiss, O Estado teve pioneirismo em Santa Catarina, modernizando o parque gráfico nos anos 1960, que dispunha de uma impressora rotoplana. A partir dos anos 1970, o periódico se profissionalizou com a contratação de profissionais formados em universidades e que promoveram um jornalismo com distanciamento do poder e projetos editoriais modernos.
O jornal esteve entre os mais lidos de Santa Catarina até a década de 1980, quando foi abatido por uma crise financeira. A criação do Diário Catarinense, em 1986, pelo Grupo RBS, também contribuiu para a perda de espaço no cenário estadual.
Em 2006, toda a estrutura foi vendida para o empresário gaúcho Adriano Kalil, que na ocasião o adquiriu da família Comelli. Em 2013, a Hemeroteca Catarinense iniciou a digitalização de todo o acervo de O Estado, em parceria com o Instituto de Documentação e Investigação em Ciências Humanas, da Udesc, e a Biblioteca Pública de Santa Catarina. 